# Siphanta anomala
Siphanta anomala är en insektsart som beskrevs av Jacobi 1928. Siphanta anomala ingår i släktet Siphanta och familjen Flatidae. Inga underarter finns listade i Catalogue of Life.